# Giuse Chhmar Salas
Giuse Chhmar Salas (tiếng Khmer: យ៉ូសែប ឆ្មារសាឡាស់, phát âm tiếng Khmer: [jou.saep cʰmaː saː.lah]; 21 tháng 12 năm 1937 – tháng 9 năm 1977) là một giám chức người Campuchia của Giáo hội Công giáo Roma, Đại diện Tông tòa Phnôm Pênh từ năm 1975 đến khi ông mất vì kiệt sức trong trại lao động của Khmer Đỏ vào năm 1977. Ông là Giám mục người bản xứ đầu tiên của Giáo hội Công giáo Campuchia. Ngoài ra, ông cũng từng đảm trách vị trí Giám quản Tông Tòa Hạt Phủ doãn Tông Tòa Kampong Cham.

## Tiểu sử
Giám mục Joseph Chhmar Salas sinh ngày 21 tháng 10 năm 1937 tại Preah Meada, thuộc Campuchia. Sau quá trình tu học dài hạn tại các cơ sở chủng viện theo quy định của Giáo luật, ngày 24 tháng 6 năm 1964, Phó tế Salas tiến đến việc được truyền chức linh mục.
Sau khoảng thời gian hơn 10 năm làm linh mục, tin tức vui cho Giáo hội Công giáo còn sơ khai tại Campuchia, khi ngày 6 tháng 4 năm 1975, tin tức từ Tòa Thánh công bố chọn linh mục Joseph Chhmar Salas, 38 tuổi, làm Giám mục, trở thành vị giám mục tiên khởi xuất thân từ Campuchia, với vị trí được trao phó là Phó Đại diện Tông Tòa Hạt Đại diện Tông tòa Phnom Penh, hiệu tòa Sigus. Lễ tấn phong cho vị giám mục tân cử phải gấp rút tiến hành và được tổ chức vào ngày 14 tháng 4 năm 1975, với vị chủ phong là Giám mục Yves-Marie Georges René Ramousse MEP, Đại diện Tông Tòa Phnôm Pênh và vị phụ phong là Linh mục André Lesouëf MEP, Giám quản Tông tòa Kampong Cham.

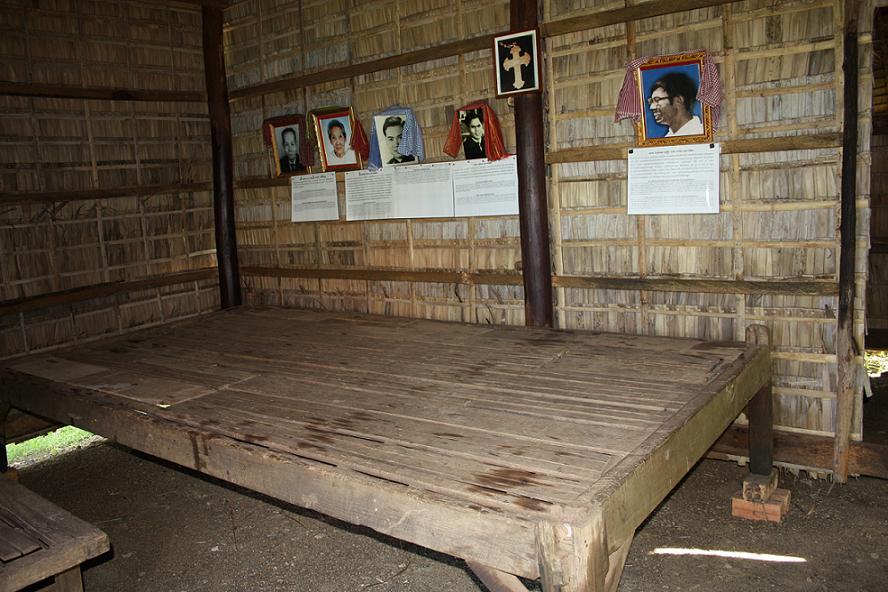
Phục dựng chiếc giường trong căn nhà lá nơi Giám mục Giuse Salas dâng lễ vào những ngày cuối đời

Hơn nửa tháng sau ngày tấn phong, từ ngày 3 tháng 5 năm 1975, ông đảm trách thêm nhiệm vụ Giám quản Tông Tòa Kampong Cham. Một năm sau ngày tấn phong, ngày 16 tháng 4 năm 1976, ông chính thức kế nhiệm Giám mục Ramousse để trở thành Đại diện Tông Tòa Phnôm Pênh.
Các nhiệm vụ nhanh chóng được đặt lên đôi vai của một giám mục tân cử, nhưng không lâu sau chế độ Khmer Đỏ đã đưa ông ra một cánh đồng tại tỉnh Kampong Thom để lao động. Ông qua đời tại chùa Tangkork (tiếng Khmer: វត្តតាំងគោក) vì kiệt sức. Như vậy Giám mục Giuse Chhmar Salas hưởng dương 39 tuổi, với hai năm làm Giám mục.

## Tuyên phúc
Vào ngày 1 tháng 5 năm 2015, Giáo hội Công giáo Campuchia đã chính thức mở cuộc điều tra cấp Giáo phận tại Tangkork về cuộc tử đạo của Giám mục Giuse Chhmar Salas cùng 33 cá nhân khác, vốn qua đời trong những năm chính quyền Khmer Đỏ bách hại Công giáo.